# Jan Smuts
El mariscal Jan Smuts (afrikaans: Jan Christiaan Smuts)  (Riebeek West, 24 de maig de 1870 - Irene, 11 de setembre de 1950), va ser un prominent estadista de Sud-àfrica i de la Mancomunitat Britànica de Nacions, cap militar, naturalista i filòsof. A més va ser diverses vegades ministre, va ser Primer Ministre de la Unió Sud-africana des de 1919 fins a 1924 i des de 1939 fins a 1948. Va servir com a Mariscal de Camp britànic a la Primera Guerra Mundial i a la Segona Guerra Mundial. Va ser condecorat amb l'Orde del Mèrit i la Companyia d'Honor, distingit com a conseller del Rei i és membre de la Societat Reial.
Com a primer ministre, es va oposar a la majoria dels Afrikaners que volien que continués i s'estengués l'apartheid de facto dels anys d'entre guerres. Després de la Segona Guerra Mundial, va establir i va donar suport a la tasca de la Comissió Fagan, que advocava per l'abandonament de tota segregació a Sud-àfrica. Tanmateix, Smuts va perdre les eleccions generals de 1948 abans que pogués implementar les recomanacions, i va morir el 1950, mentre l'apartheid de iure es començava a posar en marxa.
Va dirigir escamots a la Segona Guerra Anglo-bòer per a Transvaal. Durant la Primera Guerra Mundial va dirigir les forces britàniques contra Alemanya i va capturar la colònia de l'Àfrica Sud-occidental Alemanya, dirigint l'Exèrcit britànic a l'Àfrica Oriental Alemanya. Entre 1917 i 1919, va ser també un dels cinc membres del gabinet de guerra britànic, al qual va ajudar a crear la Royal Air Force. Va ser promogut mariscal de camp de l'exèrcit britànic el 1941, i va prestar serveis en el Gabinet de Guerra Imperial a les ordres de Winston Churchill. Va ser l'única persona que va firmar ambdós Tractats de Pau al final de la Primera i la Segona Guerres Mundials.
Una de les seves majors realitzacions en el camp internacional va ser l'establiment de la Societat de Nacions, el seu exacte disseny i implementació va ser confiat a Smuts. Més tard, va impulsar la formació d'una nova organització internacional per a la pau: les Nacions Unides. Smuts va redactar el preàmbul de la Carta de les Nacions Unides i va ser l'única persona en firmar ambdues cartes: de la Societat de Nacions i de les Nacions Unides. Va ser buscat per redefinir les relacions entre la Gran Bretanya i les seves colònies, establint la Comunitat Britànica de Nacions (Commonwealth).

## Primers anys
Va néixer el 24 de maig de 1870, a la granja familiar Bovenplaats, a prop de Malmesbury, a la Colònia del Cap. La seva família eren agricultors pròspers, Afrikáners tradicionals, establerts des de feia molt temps i molt respectats.
Jan era tranquil i delicat com a nen, fortament inclinat cap a ocupacions solitàries. Quan era jove, sovint sortia sol, explorant la campanya circumdant; això va despertar una passió per la natura que va mantenir a través de la seva vida.
Com a segon fill de la família, el costum rural va dictar que es quedaria treballant a la granja dels seus pares. Una educació formal plena era típicament limitada al primer fill. Tanmateix, el 1882, quan tenia dotze anys, el seu germà més gran va morir i Jan va ser enviat a l'escola. Així va passar a ocupar el lloc del seu germà. Jan va assistir a l'escola als afores de Riebeek West. Va fer excel·lents progressos malgrat el seu començament tardà i va atrapar els seus contemporanis en quatre anys. Es va traslladar al Victòria College, Stellenbosch, el 1886, a l'edat de setze anys.
A Stellenbosch va aprendre neerlandès, alemany i grec antic i es va submergir en literatura, els clàssics, i els estudis de la Bíblia. La seva educació profundament tradicional i de serioses perspectives el van conduir a l'aïllament social entre els seus semblants. Tanmateix, va fer un progrés acadèmic excepcional. Es va graduar el 1891 amb dobles honors de primera classe en Literatura i Ciència. Durant els anys passats a Stellenbosch, Smuts va començar a vèncer la seva timidesa i reserva, i va ser en aquesta època que va conèixer Isie Krige, amb qui posteriorment es casaria.
A la graduació del Col·legi Victòria, Smuts va guanyar la beca Ebden per a estudis a l'estranger. Va decidir viatjar al Regne Unit per aprendre Dreta al Christ's College de la Universitat de Cambridge. Smuts li va resultar difícil establir-se a Cambridge; es va sentir nostàlgic i aïllat per la seva edat i educació diferent dels estudiants anglesos. Les preocupacions sobre els diners també van contribuir a la seva infelicitat, en la mesura que amb la beca no n'hi havia prou per a cobrir les despeses de la universitat. Va confiar aquestes preocupacions a un amic del Victòria College, el professor Ji Marais. En resposta, el Marais va adjuntar un xec per una suma substancial, com a préstec, instant Smuts a no vacil·lar a apropar-se a ell si alguna una altra vegada tenia problemes financers. Gràcies a Marais, la situació financera de Smuts va ser segura. Va començar a participar més en els aspectes socials de la vida universitària, encara que continuava a dedicar-se avant tot als estudis.
A Cambridge, va trobar temps per estudiar un nombre divers de tòpics a més del Dret; va escriure un llibre Walt Whitman: un Estudi en l'Evolució de Personalitat, encara que no va ser publicat. Les pensaments darrere d'aquest llibre van posar els fonaments per a l'àmplia filosofia posterior de Smuts de l'holisme.
Smuts es va graduar el 1893 amb un doble primer. Durant els dos anys anteriors havia rebut nombrosos premis acadèmics i distincions, fins i tot el prestigiós premi de George Long en Dret Romà i Jurisprudència. Un dels seus tutors, el professor Maitland, va descriure Smuts com l'estudiant més brillant que mai havia trobat. Lord Todd, màster del Christ's College va dir el 1970 que «en 500 anys d'història del col·legi, de tots els seus membres, del passat i el present, tres havia estat realment excepcionals: John Milton, Charles Darwin i Jan Smuts».
El 1894, Smuts va aprovar els exàmens per al Inns Of Court (Col·legi d'advocats), entrant al Middle Temple (un dels quatre col·legis d'advocats). El seu vell col·legi, el Christ's College, li va oferir una beca en dret. Tanmateix, Smuts li va tornar l'esquena a un futur legal potencialment distingit. Cap al juny de 1895, havia tornat a la Colònia del Cap, determinant a llaurar el seu futur.

## Pujant l'escala
Smuts va començar a practicar dret a Ciutat del Cap, però la seva naturalesa aspra li va fer de pocs amics. Trobant una petita font d'ingressos amb el Dret, va començar a dedicar cada vegada més temps a la política i el periodisme. Escrivia al Cape Times. Smuts era intrigat per la perspectiva d'una Sud-àfrica unida i es va afiliar a l'Afrikaner Bond. Per fortuna, el pare de Smuts coneixia el líder del grup, Jan Hofmeyr qui el va recomanar a Cecil Rhodes, que tenia la companyia minera De Beers. El 1895, Rhodes va contractar Smuts com el seu assessor jurídic personal, un treball en que redacta o participa en nombrosos discursos en defensa de la política voluntarista de Rhodes.
Quan Rhodes va llançar la Incursió de Jameson a l'estiu de 1895-6, Smuts es va sentir ultratjat. Enganyat pel seu patró, amic, i aliat polític, va dimitir de De Beers i va desaparèixer de la vida pública. No veient cap futur per a ell a la Ciutat del Cap, va decidir traslladar-se a Johannesburg l'agost de 1896. Tanmateix, es va sentir repugnat pel que aparentava ser un camp de mines amarat de trampes, i el seu nou bufet de Dret podria atreure pocs negocis en tal ambient. Smuts va buscar refugi a Pretòria, la capital de la República de Sud-àfrica.
Fins a 1896, la política donava voltes al cap de Smuts. De ser el partidari més ardent de Rhodes va evolucionar a ser l'opositor més fervent de l'expansió colonial britànica. Al final de 1896 i el 1897, Smuts va recórrer Sud-àfrica, condemnant furiosament el Regne Unit, Rhodes i qualsevol persona que s'oposés a l'autocràtic president del Transvaal, Paul Kruger.
Kruger va tenir l'oposició de molts elements liberals a Sud-àfrica, i quan, el juny de 1898, Kruger va acomiadar el President del Tribunal Suprem del Transvaal, el seu rival polític a llarg termini John Gilbert Kotzé, la major part dels advocats van estar furiosos. Reconeixent l'oportunitat, Smuts va escriure una tesi legal en suport de Kruger, que va recompensar Smuts amb el càrrec de Fiscal de l'Estat. En aquest càrrec, es va llançar contra la classe dirigent, fent fora aquells que va reputar com a conservadors, passats de moda, o corruptes. Els seus esforços per rejovenir la república van polaritzar els Afrikaners.
Després de la Incursió de Jameson, les relacions entre els Britànics i els Afrikaners s'havien deteriorat constantment. Cap a 1898, la guerra semblava imminent. El president de l'Estat Lliure d'Orange Martinus Steyn va convocar la conferència de Bloemfontein per resoldre els greuges de cada banda. Amb un coneixement íntim dels britànics, Smuts va prendre el control de la delegació del Transvaal. Lord Alfred Milner, líder de la delegació britànica, es va ofendre pel seu domini, i el conflicte entre els dos va conduir al fracàs de la conferència, portant Sud-àfrica a la guerra.

## La guerra Bóer
L'11 d'octubre de 1899, les repúbliques Bóers van envair les colònies sud-africanes britàniques i provocar la Segona Guerra Anglo-bòer. En les primeres etapes del conflicte, Smuts va servir com els ulls i les oïdes de Kruger, manejant la propaganda, la logística, la comunicació amb generals i diplomàtics, i qualsevol altra qüestió que li fos requerida. Quan la guerra va tornar contra els Afrikaners, Smuts va organitzar l'encertada retirada de Pretòria. Els britànics van oferir als Afrikaners la branca d'olivera de la pau, però Smuts va rebutjar negociar mentre hi havia encara esperança. Va reestructurar els exèrcits supervivents d'Afrikaners en cossos de guerrilla o 'escamots'.
En la segona fase de la guerra, Smuts va donar servei amb Jacobus Herculaas de la Rey, qui tenia sota el seu comandament cinc-cents escamots al Transvaal occidental. Smuts va sobresortir en aquesta mena de guerra de colpejar i retirar-se i la unitat va evadir i va assetjar un exèrcit britànic quaranta vegades més nombrós. El president Paul Kruger i la seva delegació a Europa van pensar que havien bones esperances per a la seva causa a la Colònia de Cap. Van decidir enviar-ne al general de la Rey per a assumir el comandament suprem, però llavors van decidir actuar més cautelosament quan es van adonar que el general de la Rey no podria desplegar-se al Transvaal occidental.
Per tant, Smuts va marxar amb una petita força de tres-cents homes mentre uns altres cent homes el van seguir. Per a aquest punt de la guerra, la política de la terra cremada dels britànics havia deixat poca pastura. El centenar de cavalleria que es va unir a Smuts eren per tant massa febles per seguir i llavors Smuts va haver d'abandonar-los amb el general Kitzinger. Amb poques excepcions, Smuts va reunir tots els comandaments a la Colònia del Cap i va trobar només entre 1.400 - 1.500 homes sota armes, lluny dels 3.000 homes que li havien promés. A l'hora de la conferència de pau, el maig de 1902, hi havia 3.300 homes operant a la Colònia del Cap. Va decidir que encara que la gent fos entusiasta d'una rebel·lió general hi havia una gran escassetat de cavalls (els Bòers eren una força completament muntada) que havien estat presos pels britànics. Hi havia una escassetat d'herba i blat, el que significava que estava obligat a rebutjar a nou de cada deu d'aquells que van voler unir-se amb ell. Les forces Bóer atacaven per sorpresa les línies d'abastament i granges, estenien la propaganda Afrikaner i intimidaven aquells que volguessin oposar-s'hi, però mai no van reeixir en ocasionar una rebel·lió contra el govern. Aquestes incursions van provar ser una de les aventures militars més influents del segle xx i van tenir una influència directa en la creació dels comandos britànics i totes les altres forces especials que van seguir. Amb aquest desenvolupament pràctic va venir el desenvolupament de les doctrines militars d'incursions de penetració profundes, guerra asimètrica i, més recentment, els elements de la guerra de quarta generació.

## El Transvaal britànic
Malgrat totes les proeses de Smuts com a general i negociador, res no podria emmascarar el fet que els Afrikaners havien estat derrotats i humiliats. Lord Milner tenia el control ple de tots els assumptes sud-africans i va establir una elit anglòfona coneguda com el Jardí d'infants de Milner. Com Afrikaner que era, Smuts va ser exclòs. Derrotat però no descoratjat, el gener de 1905 va decidir unir-se amb els altres antics generals del Transvaal per formar un partit polític, Het Volk (‘el poble’), per lluitar per la causa Afrikaner. Louis Botha va ser elegit líder i Smuts el seu lloctinent.
Quan el seu mandat va expirar, Milner va ser substituït com a Alt Comissionat per Lord Selborne, més conciliador. Smuts va veure una oportunitat i la va posar en rellevància, impulsant Botha a persuadir els Liberals a donar suport a la causa de Het Volk. Quan el Govern conservador d'Arthur Balfour va sofrir un col·lapse el desembre de 1905, la decisió es va demostrar encertada. Smuts va acompanyar Botha a Londres, i van procurar negociar l'autonomia plena per al Transvaal dins d'una Sud-àfrica Britànica. Utilitzant l'espinós assumpte dels treballadors asiàtics "coolies", els sud-africans van convèncer el Primer Ministre Sir Henry Campbell-Bannerman i amb ell al Gabinet i al Parlament.
Durant tot 1906, Smuts va treballar en la nova constitució per al Transvaal, i, el desembre de 1906, van ser celebrades les eleccions per al parlament del Transvaal. Malgrat ser tímid i reservat, a diferència de l'exhibicionista Botha, Smuts va guanyar una còmoda victòria al districte electoral Wonderboom, a prop de Pretòria. La seva victòria va ser una de moltes, amb el Het Volk guanyant aclaparadorament i Botha formant el seu govern. Per recompensar la seva lleialtat i esforços, li va donar a Smuts dos posicions claus en el gabinet: Secretari d'Educació i Secretari Colonial.
Smuts va resultar ser un líder eficaç, encara que impopular. Com a Secretari d'Educació, va tenir lluites amb l'Església Reformada Holandesa, de la qual ell havia estat un membre dedicat, que exigia ensenyaments calvinistes a les escoles. Com a Secretari Colonial, es va veure obligat a confrontar amb els treballadors asiàtics, la mateixa gent la greu situació de la qual ell havia explotat a Londres, conduïts per Mohandas Gandhi. Malgrat la impopularitat de Smuts, l'economia de Sud-àfrica va seguir en apogeu i prosperant, fonamentant el lloc de Smuts com l'estrella més brillant dels Afrikaners.
Durant els anys d'autonomia del Transvaal, ningú no podria evitar el predominant debat polític del dia: la unificació sud-africana. Després de la victòria britànica en la guerra, era inevitable però romania indecís fins que els sud-africans decidissin quina classe de país formarien i com estaria conformat. Smuts afavoria un estat unitari, amb el poder centralitzat a Pretòria, amb l'anglès com l'únic idioma oficial i amb un electorat global (fins i tot dones, molts dels asiàtics i fins i tot africans negres). Per gravar sobre els seus compatriotes la seva visió, va cridar a una convenció constitucional en Durban l'octubre de 1908.
Allà, Smuts es va enfrontar amb una dura delegació d'Orange que va rebutjar cada una de les demandes de Smuts. Smuts havia predit amb èxit aquesta oposició i els seus objectius, i havia adaptat les seves pròpies ambicions apropiadament. Va admetre un compromís en la qüestió de la capital, de l'idioma oficial i del sufragi, però va refusar transigir en l'estructura fonamental del Govern. Quan la convenció es va estendre a la tardor, els líders d'Orange van començar a veure que era necessari un compromís final per assegurar les concessions que Smuts ja havia fet. Van estar d'acord amb la constitució sud-africana preliminar de Smuts, que va ser degudament ratificat per les colònies sud-africanes. Smuts i Botha van portar la constitució a Londres, on va ser aprovada pel Parlament i el Rei Eduard VII va promulgar la llei el desembre de 1909. El somni de Smuts havia estat realitzat.

## Els vells Bòers

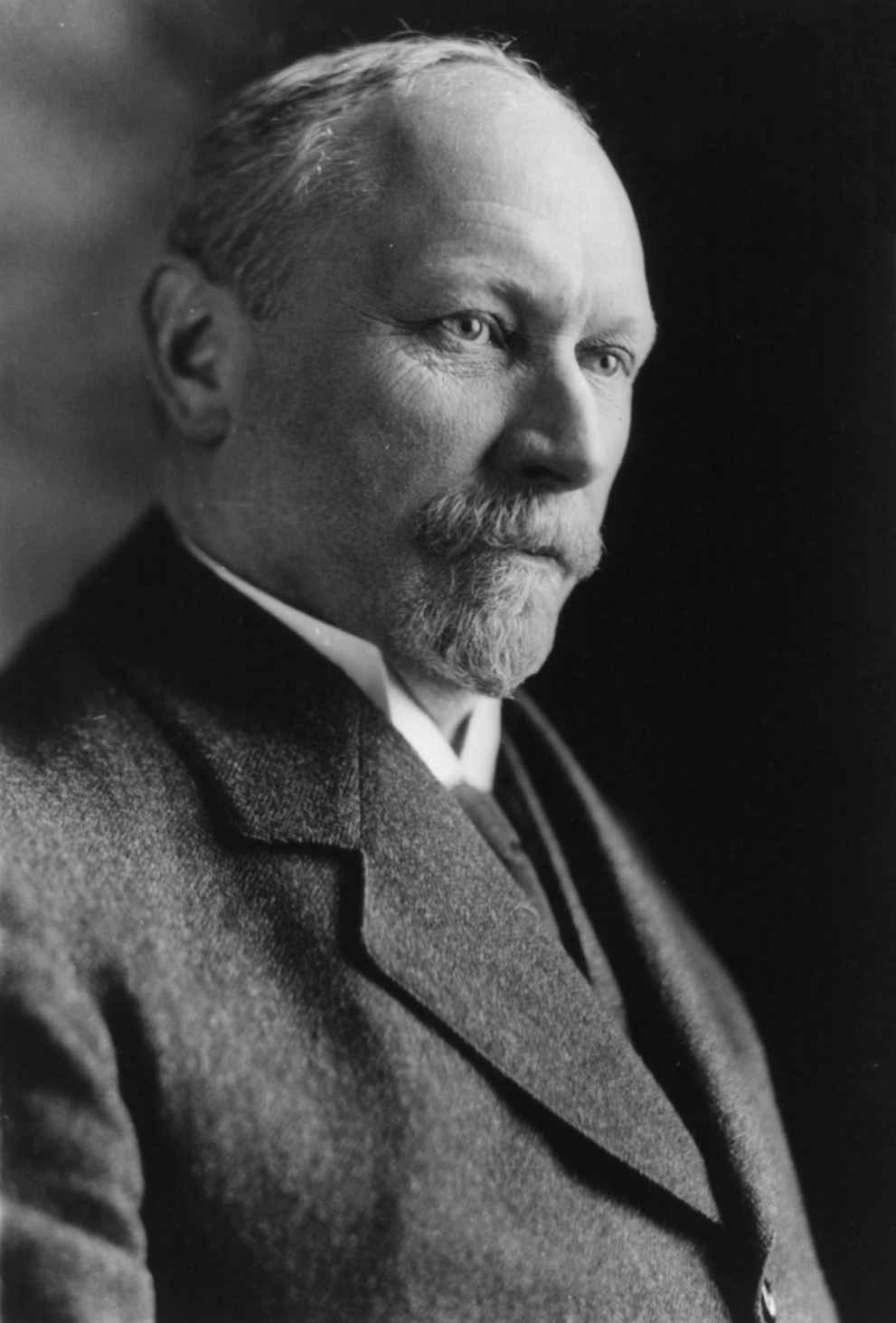
Jan Smuts circa 1919

La Unió Sud-africana va néixer, i els Afrikaners van tenir la clau al poder polític, ja que ells van formar la part més gran de l'electorat. Encara que Botha va ser designat Primer Ministre del nou país, a Smuts se li van donar tres ministeris claus: Interior, Mineria i Defensa. Sens dubte, Smuts era el segon home més poderós a Sud-àfrica. Per solidificar el seu domini de la política sud-africana, els Afrikaners es van unir per formar el Partit Sud-africà (un nou partit pan-sud-africà Afrikaner).
L'harmonia i la cooperació aviat es van acabar. Smuts va ser criticat pels seus extensos poders, els que van ser reorganitzats, perdent posicions com a responsable de Defensa i de Mines, però guanyant el control de la Tresoreria. Això era encara massa per als opositors de Smuts, que va desacreditar la seva possessió tant de Defensa com de Finances: dos departaments que en general van estar disputats. En la conferència del Partit sud-africà de 1913, els Vells Bòers de Barry Hertzog, Marthinus Steyn, i Christian de Wet, van demanar a Botha i a Smuts que renunciessin. Els dos van sobreviure per poc al vot de la conferència i el problemàtic triumvirat, molest, va abandonar el partit per sempre.
Amb el cisma en la política interna del partit va aparèixer una nova amenaça per a les mines, que van portar a Sud-àfrica la seva riquesa. Una disputa d'uns miners a petita escala va explotar en una autèntica vaga, esclatant un amotinament en Johannesburg després que Smuts intervingués severament. Després que la policia va matar a trets a vint-i-un vaguistes, Smuts i Botha es van dirigir sols a Johannesburg per resoldre personalment la situació. Ho van fer, enfrontant amenaces a les seves pròpies vides i negociant amb èxit un alto el foc.
L'alto del foc no es va mantenir, el 1914 una vaga de ferrocarril es va convertir en una vaga general i les amenaces d'una revolució van fer que Smuts declarés la llei marcial. Smuts va actuar despietadament, deportant líders sindicals sense procés i usant el Parlament per absoldre'l retroactivament a ell i al govern de qualsevol culpa. Això era massa per als Vells Bòers, que van fundar el seu propi partit, el Partit Nacional, per lluitar contra la totpoderosa societat de Botha-Smuts. Els Vells Bòers van impulsar els opositors de Smuts a armar-se, i la guerra civil va semblar inevitable abans del final de 1914. L'octubre de 1914, quan el Govern es fa enfrontar enfrontat amb la rebel·lió oberta pel Tinent Coronel Manie Maritz i altres en la Rebel·lió Maritz, les forces del Govern sota les ordres de Botha i Smuts van ser capaços d'aixafar la rebel·lió amb la seriosa amenaça d'encendre's una Tercera Guerra Bòer.

## Soldat, estadista i acadèmic

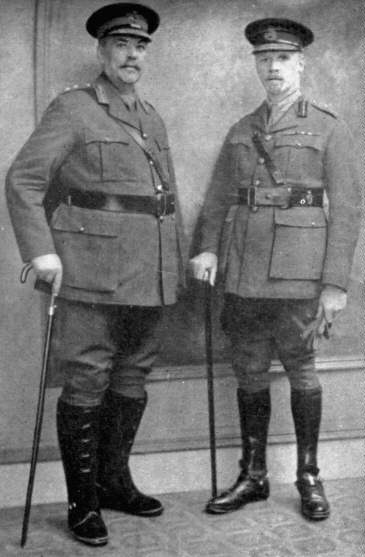
Durant la Primera Guerra Mundial, Smuts (dreta) i Botha van ser membres claus de l'Exèrcit britànic

Durant la Primera Guerra Mundial, Smuts va formar la Força de Defensa sud-africana. La seva primera tasca va ser suprimir la Rebel·lió Maritz, que va ser duta a terme cap a novembre de 1914. Després ell i Louis Botha van conduir l'exèrcit sud-africà a l'Àfrica Sud-occidental Alemanya i van triomfar (vegeu la Campanya de l'Àfrica del Sud-oest per a més detalls). El 1916 el General Smuts va ser posat al front de la conquesta de l'Àfrica Oriental Alemanya. Malgrat que la Campanya de l'Àfrica de l'Est va anar bastant bé les forces alemanyes no van ser destruïdes. Amb tot, a començaments de 1917 Smuts va ser convidat a unir-se al Gabinet de Guerra Imperial per David Lloyd George, llavors va deixar l'àrea i va anar a Londres. El 1918, Smuts va ajudar a crear una Royal Air Force, independent de l'exèrcit.
Smuts i Botha van ser negociadors claus a la Conferència de Pau de París. Ambdós van estar a favor de la reconciliació amb Alemanya i de limitar les reparacions. Smuts va advocar per una Societat de Nacions poderosa, que no va poder materialitzar-se. El Tractat de Versalles va donar a Sud-àfrica un mandat sobre Namíbia, que va ser ocupada des de 1919 fins al replegament el 1990.
Smuts va retornar a la política sud-africana després de la conferència. Quan Botha va morir el 1919, Smuts va ser elegit Primer Ministre, governant fins a la impactant derrota de 1924 de mans del Partit Nacional.
Mentre en l'acadèmic, Smuts va promoure el concepte d'holisme, definit al seu llibre de 1926 Holisme i Evolució, com "la tendència a la naturalesa per formar un tot que sigui més gran que la suma de les parts per l'evolució creativa". El biògraf Crafford uneix la seva visió política de gran abast amb la seva filosofia tècnica:
- Tenia molt en comú amb la seva filosofia de vida com posteriorment va ser desenvolupat i encarnat en el seu Holisme i Evolució. Les petites unitats han de desenvolupar-se necessàriament en tots més gran, i ells al seu torn han de convertir-se una altra vegada en estructures més grans i una altra vegada més grans sense cessar. El progrés està al llarg d'aquell camí. Així la unificació de les quatre províncies en la Unió Sud-africana, la idea de la Commonwealth de Nacions, i, finalment, el gran tot resultant de la combinació dels pobles de la terra en una gran Societat de Nacions no era més que una progressió lògica conseqüent amb els seus principis filosòfics (Jan Smuts - Memoirs of the Boer War (1994) Introduction p.19).

Després que [Einstein] estudiés "Holisme i Evolució" a poc de la seva publicació, va escriure que dues construccions mentals dirigiran el pensament humà en el següent mil·lenni, la seva pròpia construcció de la relativitat i l'holisme de Smuts. Einstein també va dir de Smuts que ell era "només un dels onze homes al món" que conceptualment van entendre la seva Teoria de la relativitat.
Com a botànic, Smuts va col·leccionar extensament plantes de l'Àfrica del Sud. Va realitzar diverses expedicions botàniques en els anys 1920 i en els anys 1930 amb John Hutchinson, antic Botànic responsable de la secció africana de l'Herbarium del Reial Jardí Botànic de Kew i taxonomista notable.

## Segona Guerra Mundial
Després de nou anys a l'oposició i a l'acadèmia, Smuts va retornar com Vice Primer Ministre en una 'gran coalició' sota el govern de Barry Hertzog. Quan Hertzog va advocar per la neutralitat cap a l'Alemanya Nazi el 1939, va ser deposat pel comitè central de partit i Smuts es va convertir en Primer Ministre per segona vegada. Smuts havia prestat servei amb Winston Churchill a la Primera Guerra Mundial i havia desenvolupat una bona relació personal i professional. Smuts va ser convidat al Gabinet de Guerra Imperial el 1939 com el sud-africà més important a favor de la guerra. El 28 de maig de 1941, Smuts va ser designat a un Mariscal de Camp de l'Exèrcit britànic, sent el primer sud-africà a assolir aquell rang.
La importància de Smuts a l'esforç de guerra Imperial va estar emfatitzada per un pla completament audaç, proposat el 1940, de designar Smuts com Primer Ministre del Regne Unit de morir Churchill o quedar impossibilitat durant la guerra. Aquesta idea va ser proposada per Sir John Colville, secretari privat de Churchill, a la Reina Maria i, després a Jordi VI dos d'aquells que van rebre càlidament la idea. Com Churchill que va viure vint-i-cinc anys més, el pla mai no va ser posat en pràctica i mai no es va provar si fos constitucional. Aquesta proximitat a la classe dirigent britànica, al rei i a Churchill va fer Smuts molt impopular entre els Afrikaner, conduint-lo finalment a la seva caiguda.
El maig de 1945, va representar Sud-àfrica a San Francisco a la redacció de la Carta de les Nacions Unides. Com el 1919 Smuts va impulsar els delegats a crear un cos internacional poderós per conservar la pau; estava determinat que, a diferència de la Societat de Nacions, les Nacions Unides tinguessin poder. Smuts va firmar el Tractat de Pau de París, acordant la pau a Europa, convertint-se així en l'únic signatari del tractat que va acabar amb la Primera Guerra Mundial, així com el que va finalitzar la Segona.

## Després de la guerra
Els seus desvetllaments per la guerra van tenir severes repercussions polítiques en Sud-àfrica. El suport de Smuts a la guerra i el seu suport a la Comissió Fagan tornar-se'l impopular entre els Afrikaner i l'actitud pro-apartheid de Daniel François Malan va fer que el Partit Nacional guanyés les eleccions generals de 1948. Encara que àmpliament pronosticada, és un crèdit a la perspicàcia política de Smuts que es derrotés sol per un estret marge (i de fet, va guanyar en el vot popular). Smuts es va retirar de la política i van seguir quatre dècades d'Apartheid.
Va morir l'11 de setembre de 1950 a la seva granja familiar de Doornkloof, Irene, a prop de Pretòria, Sud-àfrica a l'edat de 80 anys i les seves cendres van ser dispersades a Smuts Koppie a prop de la granja.

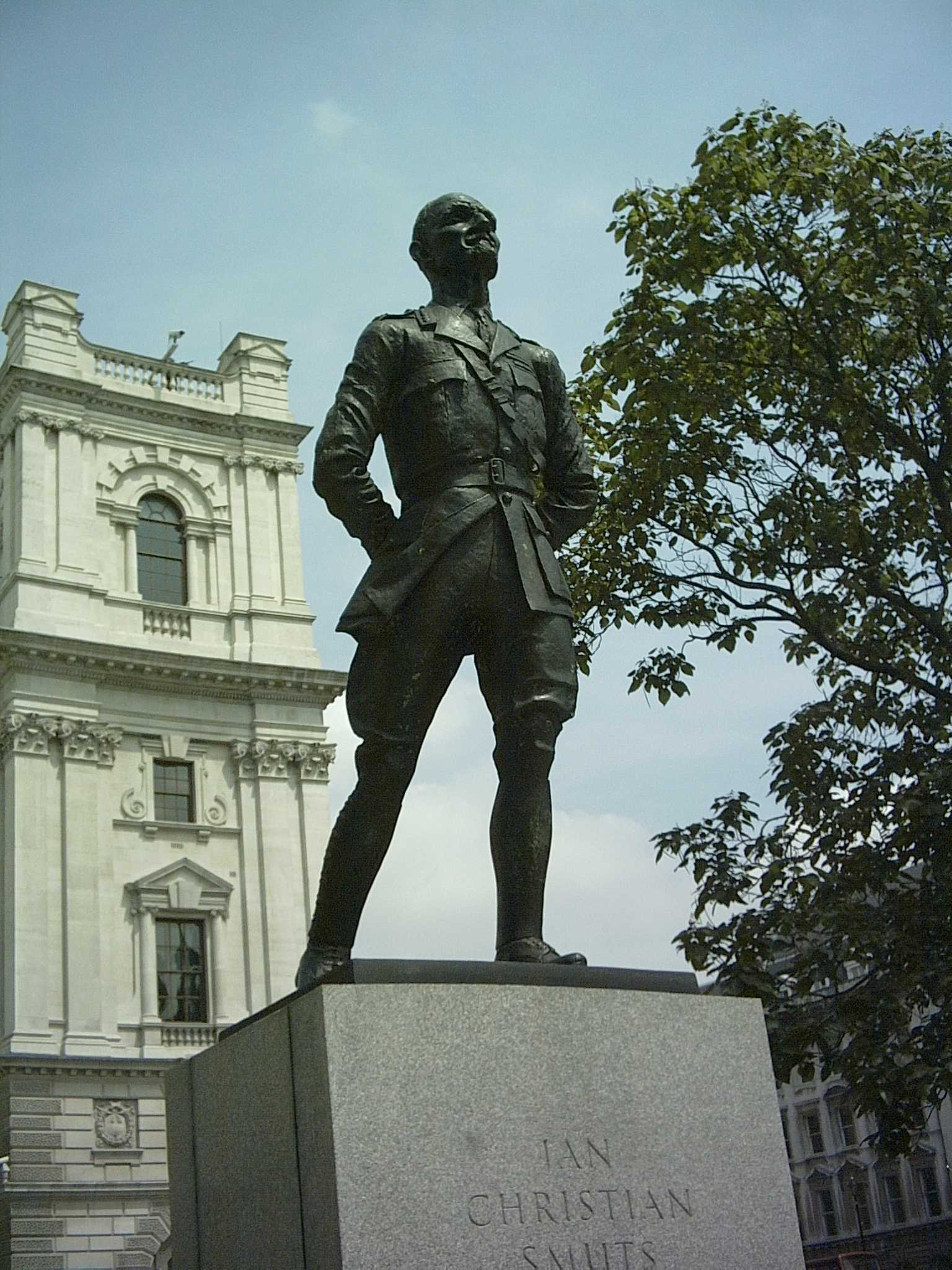
Estàtua a la plaça del Parlament, Londres, feta per Jacob Epstein

## Miscel·lània
El 1931, es va convertir en el primer president estranger de l'Associació britànica per al Progrés de Ciència. Aquell any, també va ser elegit com el segon estranger en ser Lord Rector de la Universitat de St Andrews (després de Fridtjof Nansen).
El 1948, va ser elegit Canceller de la Universitat de Cambridge, convertint-se en el primer estranger a assolir aquesta posició. Va mantenir el càrrec fins a la seva mort.
Va encunyar els termes holisme i holístic: abstraccions naturalment bastant unides a les seves preocupacions polítiques. L'ús registrat més aviat de la paraula apartheid també li és atribuïda, en un discurs 1917.
L'aeroport internacional de Johannesburg era conegut com a Aeroport Jan Smuts des de la construcció el 1952 fins a 1994. El 1994, va ser rebatejat a 'Aeroport Internacional de Johannesburg' per treure qualsevol connotació política. El 2006, va ser rebatejat una altra vegada (reassumint connotació política), a 'Aeroport Internacional Oliver Reginald Tambo'. El Govern sud-africà tindria pendent explicar encara la reversió de la seva anterior política, que permetia ara que instal·lacions d'infraestructura siguin anomenades per a honorar figures polítiques i dona així pàbul a la percepció que hi ha una política d'erradicar la història o a la memòria de la població blanca sud-africana.
El 1932, el kibbuts Ramat-Yohanan a Israel va ser anomenat així en el seu honor. Smuts era un defensor de la creació d'un estat jueu, i es va pronunciar contra l'antisemitisme creixent dels anys 1930.
Smuts va ser interpretat pel dramaturg sud-africà Athol Fugard a la pel·lícula Gandhi de 1982.